# Sweet 19 Blues
Sweet 19 Blues è il secondo album in studio della cantante giapponese Namie Amuro, pubblicato nel 1996.

## Tracce
1. Watch Your Step!! – 0:04
2. Motion – 0:50
3. Let's Do the Motion – 4:07
4. Private – 5:36
5. Interlude: Ocean way – 1:05
6. Don't Wanna Cry (Eighteen's Summer Mix) – 5:40
7. Rainy Dance – 3:32
8. Chase the Chance (CC Mix) – 3:42
9. Interlude: Joy – 1:19
10. I'll Jump – 5:19
11. Interlude: Scratch Voices – 0:04
12. I Was a Fool – 4:36
13. Present – 4:35
14. Interlude: Don't Wanna Cry Symphonic Style – 1:23
15. You're My Sunshine (Hollywood Mix) – 5:42
16. Body Feels Exit (Latin House Mix) – 8:51
17. '77 – 1:45
18. Sweet 19 Blues – 5:38
19. ...Soon Nineteen – 1:52